# Rivers of Babylon
«Rivers of Babylon» (Ríos de Babilonia) es una canción espiritual rastafari compuesta por los artistas jamaiquinos Brent Dowe y Trevor McNaughton del grupo The Melodians.

## Composición
Está basada en un himno de la Biblia, Salmo 137:1,3,4, el cual expresa el lamento del pueblo judío en el exilio tras la conquista de Jerusalén en el año 607 a. C. por el Imperio de Babilonia. Los ríos de Babilonia son el río Éufrates, sus afluentes, y el río Tigris. La canción también tiene fragmentos literales del Salmo 19:14.
En la versión original de The Melodians, y en muchas otras versiones de la canción, se hace referencia a "King Alpha" y "Far-I". Estos términos tienen significados específicos en el contexto rastafari:
King Alpha: Se refiere a Haile Selassie I, el emperador de Etiopía, considerado una figura mesiánica en la religión rastafari. Haile Selassie es visto como el "Rey de Reyes", "Señor de Señores" y una reencarnación de Dios (Jah) en la Tierra.
Far-I: Es otra forma de referirse a Haile Selassie (Jah) en la religión rastafari. 
NFTY, un grupo de jóvenes judíos reformistas, utiliza esta canción en algunas de sus ceremonias y reuniones. 
La Unitarian Universalist Association (Asociación Universalista Unitaria) también ha incluido esta canción en sus ceremonias.

## Versiones

### Boney M.
La versión más popularizada de esta canción es la del grupo Boney M. que fue editada en 1978 como un sencillo y permaneció como n.º 1 de las listas musicales del Reino Unido durante cinco semanas. En el Reino Unido esta versión vendió más de 1 985 000 copias y consiguió 3 discos de platino. En España fue n.º 1 de Los 40 Principales durante cuatro semanas consecutivas.

### Otras versiones
Otras versiones populares de esta canción han sido interpretadas por:
- Linda Ronstadt, versión "a capella".
- Perla, una cantante paraguaya famosa, principalmente en el Brasil y otras partes de Sudamérica.
- The Melodians
- Dennis Brown
- Sound Dimension bajo el título Babylon Rock (instrumental)
- Samuel The First bajo el título Sound of Babylon (versión deejay con percusión rastafari)
- Prince Student (versión con percusión rastafari)
- Herbie Mann (instrumental)
- Brent Dowe (remake de 1977 como solista)
- Byron Lee & The Dragonaires
- The Busters
- The Skatalites
- Sublime
- Snuff
- Steve Earle
- Daniel O'Donnell
- Jorma Kaukonen
- Ronnie Davis
- Sweet Honey in the Rock.
- Don Carlos
- U-Roy bajo el título Babylon River (versión deejay)
- Johnny Clarke bajo el título Leave Babylon Ethiopians
- I-Roy bajo el título Rasta Pickney
- Ronnie Davis
- Dillinger (versión deejay bajo el título Crucial in a Babylon)
- Sylvan Morris & Harry J (Brent Dowe & I-Roy sin acreditar)
- The Maytones
- Willie Nelson (acapela)
- Delroy Wilson
- Brent Dowe (versión de 1992 sobre el Bam Bam Riddim)
- Inner Circle
- Rayvon
- Mr. Cool
- Luciano
- Wingless Angels (con percusión rastafari)
- Hopeton Lewis
- Ras Michael (con percusión rastafari)
- The Neville Brothers tienen una versión en su CD "Walkin' in the Shadow of Life" publicado el 19 de octubre de 2004.
- El cantante catalán Quimi Portet realizó una adaptación al catalán de la canción en su disco La Terra és plana.
- En 1993 la Banda Toro originaria de Zacatecas, presentó en el disco "Ríos de Babilonia", la versión TechnoBanda en español, aunque su antecesora fue la versión instrumental del grupo Los Rehenes, en 1989.
- La canción ha sido incluida en el álbum Gospel reggae praise de la banda cristiana Christafari interpretada en conjunto con Imisi.

- Datos: Q698346